# Vibropresión

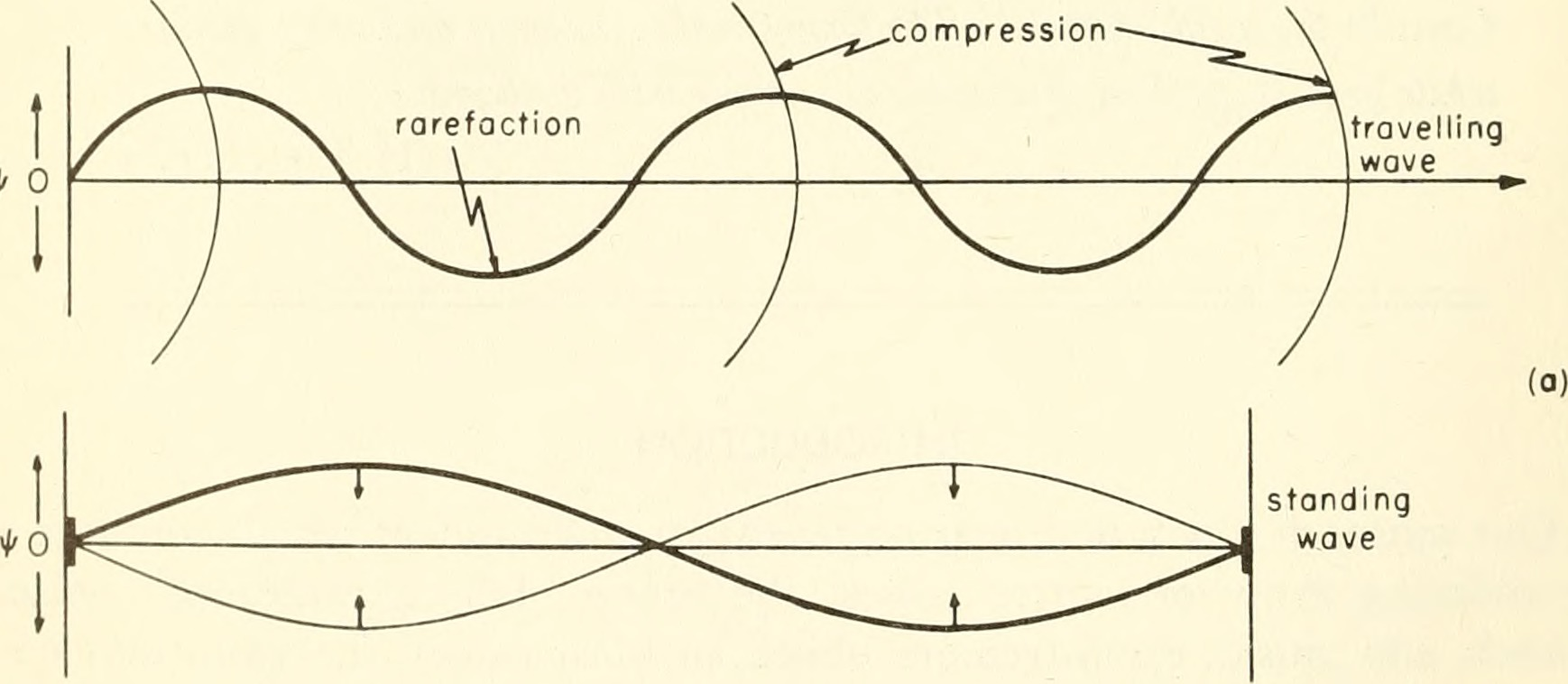
Ondas de vibropresión

La vibropresión o vibropercusión es un término que se utiliza para describir una técnica que combina vibraciones mecánicas y presión (vibración con carga) aplicada sobre una superficie o tejido. Consiste en la aplicación de fuerzas oscilatorias o vibraciones mecánicas en una dirección específica sobre un objeto o área, generalmente con el objetivo de obtener ciertos efectos beneficiosos o realizar tareas específicas en diferentes campos, como la ingeniería y la medicina, entre otros. 

## Utilidad
Algunos campos en los que se emplean aplicaciones por vibropresión son los siguientes:
1. Ingeniería:
  - En la fabricación de componentes electrónicos, la vibropresión se usa para asentar y compactar partículas en películas delgadas, lo que puede mejorar la conductividad eléctrica.
2. Medicina:
  - En fisioterapia y terapia física, se utilizan dispositivos de vibromasaje para aplicar vibraciones a músculos y tejidos blandos, lo que puede ayudar a aliviar la tensión muscular y mejorar la circulación sanguínea. También se ha estudiado el efecto de la vibropresión por ondas mecánicas en el Alzheimer[1]y en el alivio de dolencias musculoesqueléticas y en la medicina de la rehabilitación física.[2]
  - En odontología, se emplean instrumentos de vibropresión para limpiar y eliminar el sarro de los dientes durante los procedimientos de limpieza dental.[cita requerida]
3. Industria Alimentaria:
  - En la producción de alimentos, la vibropresión se utiliza para compactar y moldear ingredientes en productos como barras de cereal y tabletas de suplementos nutricionales.[cita requerida]
4. Ciencia de Materiales:
  - En la investigación y construcción de materiales, la vibropresión se emplea para evaluar la resistencia y la durabilidad de materiales mediante pruebas de fatiga y vibración o en la fabricación y compactación de los ladrillos de ceniza volante.[3][4]
  - En la fabricación de dispositivos electrónicos, como pantallas de teléfonos móviles, se utilizan técnicas de vibropresión para eliminar posibles defectos en los materiales.[cita requerida]
5. Agricultura:
  - En la agricultura de precisión, la vibropresión se utiliza para distribuir uniformemente fertilizantes y semillas en el suelo, lo que mejora la eficiencia del cultivo.[cita requerida]

En la ingeniería mecánica moderna, las vibraciones desempeñan un papel extremadamente importante. Incluso con pequeñas cargas variables, la falta de un análisis adecuado de las vibraciones o de la estabilidad dinámica puede llevar a daños irreversibles. El uso de soluciones modernas, como la implementación de elementos piezoeléctricos, amortiguadores seleccionados adecuadamente, cabezas especialmente diseñadas en sistemas largos cargados o tratamientos térmicos que mejoran la estructura interna del material, permite diseñar estructuras modernas y duraderas.
Las vibraciones de las moléculas que se propagan en un medio elástico crean ondas mecánicas. El análisis de este fenómeno en medios continuos permite la creación de estructuras modernas como cristales fónicos o metamateriales, que, gracias a sus propiedades únicas (la presencia de una brecha fónica), conducen al diseño de dispositivos que controlan la forma en que la energía se transfiere en un medio elástico. Esto crea la posibilidad de fabricar dispositivos como diodos acústicos, guías de ondas, filtros selectivos, espejos de ondas mecánicas y muchos otros.
En terapéutica, la vibropresión utiliza la resonancia mecánica, la frecuencia de resonancia y la capacidad de las vibraciones mecánicas para interactuar con las estructuras anatómicas del cuerpo humano aprovechando las propiedades biomecánicas y viscoelásticas de los tejidos para lograr efectos beneficiosos en la salud y la recuperación.[cita requerida]

## Fascia, vibropresión y vibropercusión

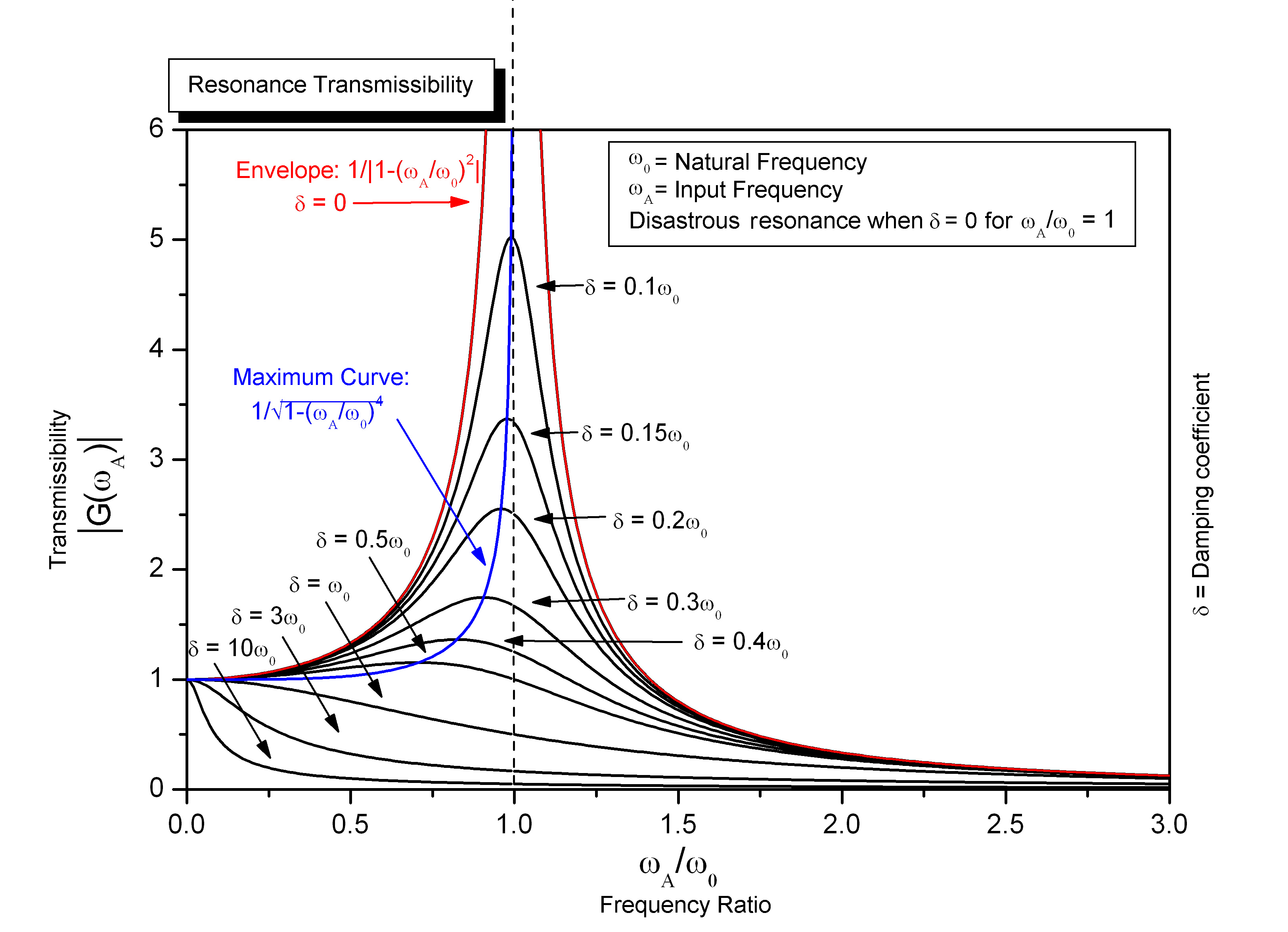
Gráfico mostrando la resonancia mecánica en un sistema oscilatorio

La terapia de masaje percusivo por ondas mecánicas no invasivas se utiliza para tratar condiciones relacionadas con la miofascia. Se ha investigado el efecto de la terapia de masaje vibropercusivo en la morfología de la fascia toracolumbar en hombres sanos. Los resultados evidencian que un masaje por vibropresión o vibropercusión de 15 minutos con una frecuencia de 30 Hz en la región de la espalda puede reducir la intensidad del eco y la rigidez percibida en la fascia toracolumbar, además de aumentar la temperatura de la piel en hombres sanos. Estudios de validación morfofuncional combinando electroestimulación mediante impulsos pareados junto con vibromasaje percusivo para el tratamiento de pacientes con lesiones en los nervios periféricos de las extremidades, que se correlacionan a menudo con atrapamientos miofasciales, han mostrado efectividad. El uso clínico en ortopedia de la terapia por vibraciones mecánicas ha sido probado.  El efecto terapéutico de la vibraciones por ondas mecánicas y la terapia de percusión han mostrado potencial terapéutico para restaurar la función muscular y reducir la rigidez.

## Bases científicas
La vibropresión o vibropercusión se basa en los principios de la resonancia mecánica y la  frecuencia de resonancia, que están intrínsecamente relacionados desde el punto de vista fisiológico, físico, bioquímico y científico-médico.
- 1.Resonancia Mecánica: La resonancia mecánica es un fenómeno físico en el cual un sistema mecánico vibra con mayor amplitud cuando se le somete a una fuerza externa que oscila a una frecuencia específica. En el contexto de la vibropresión, el cuerpo humano se considera un sistema mecánico compuesto de músculos, huesos, tendones y tejido conectivo. Cuando se aplica una vibración mecánica a una frecuencia cercana a la frecuencia natural de resonancia de alguno de estos componentes anatómicos, se produce una amplificación de la respuesta vibratoria.
- 2.Frecuencia de Resonancia: La frecuencia de resonancia es la frecuencia a la cual un sistema vibrará con mayor amplitud en respuesta a una fuerza externa. En el cuerpo humano, diferentes estructuras tienen diferentes frecuencias de resonancia debido a sus propiedades biomecánicas y viscoelásticas. Por ejemplo, los músculos, huesos y tendones tienen frecuencias de resonancia distintas debido a sus diferencias en densidad y rigidez.

Por ejemplo, si se aplica una vibración mecánica a una frecuencia cercana a la frecuencia de resonancia de un músculo específico, ese músculo responderá con una mayor amplitud de vibración, lo que puede tener efectos terapéuticos, como la relajación muscular.
Desde un punto de vista fisiológico y bioquímico, la aplicación de vibraciones mecánicas a través de la vibropresión puede tener varios efectos en el cuerpo:
- Relajación Muscular: La estimulación vibratoria puede reducir la tensión muscular al mejorar el flujo sanguíneo, lo que lleva a una liberación de sustancias químicas relajantes como el óxido nítrico.[13][14]
- Mejora de la Circulación Sanguínea: La vibración puede aumentar el flujo sanguíneo, lo que puede ayudar en la recuperación de lesiones y mejorar la entrega de nutrientes a los tejidos.[15]
- Estimulación Neuromuscular: Las vibraciones pueden estimular las terminaciones nerviosas y promover la contracción muscular, lo que puede ser beneficioso en la rehabilitación.[16]
- Reducción del Dolor: La vibración puede interferir en la transmisión de señales de dolor y reducir la percepción del mismo.[17]

## Fascia, miofascia y vibropresión por frecuencia y resonancia mecánica
La relación fisiológica, física, bioquímica y científico-médica entre la vibropresión y los efectos benéficos sobre la miofascia y el sistema fascial se basa en la comprensión de cómo la vibración mecánica afecta estas estructuras anatómicas altamente especializadas:

### Efectos sobre la Miofascia y la Fascia
1. Resonancia Mecánica Específica: La miofascia y la fascia son tejidos conectivos que tienen propiedades viscoelásticas únicas. Cada una de estas estructuras tiene una frecuencia de resonancia característica en la cual vibra con mayor amplitud. La vibropresión puede ser ajustada para coincidir con estas frecuencias de resonancia específicas, lo que lleva a una estimulación óptima de la miofascia y la fascia.
2. Liberación de Tensión y Flexibilidad: Al aplicar vibraciones a la frecuencia de resonancia de la miofascia y la fascia, se puede inducir una relajación profunda de estas estructuras. Esto puede ayudar a liberar tensiones y mejorar la flexibilidad, lo que es beneficioso en el tratamiento de afecciones como el síndrome de dolor miofascial y la restricción de movimiento.
3. Estimulación de la Circulación: Las vibraciones mecánicas aplicadas de manera controlada en la miofascia y la fascia pueden mejorar la circulación sanguínea local. Esto promueve la entrega de oxígeno y nutrientes a estas estructuras, lo que facilita la curación y la regeneración.
4. Interacción Bioquímica:
  - Óxido Nítrico y Relajación Muscular: La estimulación de la miofascia y la fascia mediante vibropresión puede desencadenar la liberación de óxido nítrico, un compuesto químico que relaja el tejido muscular circundante. Esto contribuye a la reducción de la rigidez y la sensación de tensión.
  - Modulación de Citocinas y Factores de Crecimiento: La vibración mecánica puede influir en la liberación de citocinas y factores de crecimiento en el tejido conectivo. Estas moléculas son clave en la reparación y remodelación de la miofascia y la fascia, lo que respalda su función y salud.
5. Impacto Científico-Médico:
  - Investigación en curso: La relación entre la vibropresión y sus efectos sobre la miofascia y la fascia es un área de investigación activa en la medicina y la fisioterapia. Se están realizando estudios clínicos y experimentales para comprender mejor los mecanismos biológicos subyacentes y optimizar las técnicas terapéuticas.

### Aplicaciones Clínicas
La vibropresión se utiliza clínicamente para tratar afecciones relacionadas con la miofascia y la fascia, como el síndrome de dolor miofascial, la fibromialgia y las restricciones de movimiento. [cita requerida]